# Filmåret 1970

## Academy Awards, Oscar: (i urval)
| Kategori:                  | Vinnare:                                                             |
| -------------------------- | -------------------------------------------------------------------- |
| Bästa film:                | Patton – Pansargeneralen                                             |
| Bästa regi:                | Franklin J. Schaffner ( Patton – Pansargeneralen) – mottog ej priset |
| Bästa manliga huvudroll:   | George C. Scott (Patton – Pansargeneralen)                           |
| Bästa kvinnliga huvudroll: | Glenda Jackson (När kvinnor älskar)                                  |
| Bästa manliga biroll:      | John Mills (Ryan's dotter)                                           |
| Bästa kvinnliga biroll:    | Helen Hayes (Airport – flygplatsen)                                  |
| Bästa utländska film:      | Undersökning av en medborgare höjd över alla misstankar (Italien)    |

Se här för komplett lista

## Årets filmer

### A – G
- Airport – flygplatsen
- Alex in Wonderland
- Ann och Eve – de erotiska
- Anna
- Aristocats
- Bortom Apornas Planet
- Bortom dockornas dal
- Champagne Rose är död
- Count Dracula
- De många sängarna
- Den förbjudna trädgården
- Det våras för svärmor
- Dodes'ka-den
- Dorian Gray
- En flicka på gaffeln
- En galen hemmafrus dagbok
- En kärlekshistoria
- En vacker dag kan man se hur långt som helst
- Fascisten
- Five Easy Pieces
- Flickan med åsneskinnet

### H – N
- Herkules i New York
- Kamrater, motståndaren är välorganiserad
- Kellys hjältar
- Kvinnan i bilen med glasögon och gevär
- Kyrkoherden
- Little Big Man
- Love Story
- Lyckliga skitar
- M*A*S*H
- Das Millionenspiel
- Ministern
- Moment 22
- Nana

### O – U
- Patton – Pansargeneralen
- Pippi Långstrump på de sju haven[1]
- På rymmen med Pippi Långstrump[1]
- Rio Lobo
- Rötmånad
- Sierra Torrida
- Skräcken har 1000 ögon
- Soldier Blue
- Som hon bäddar får han ligga
- Stockholmssommar
- Svindlande höjder
- Terry Whitmore, for Example
- Thomas Bernhard – tre dagar (Thomas Bernhard – tre dagar) av Ferry Radax
- Tora! Tora! Tora!
- Undersökning av en medborgare höjd över alla misstankar

### V – Ö
- Vilden
- Vitus Berings huvud (Der Kopf des Vitus Bering) av Ferry Radax
- Zabriskie Point
- Älskar – älskar inte

## Födda
- 1 januari
  - Paul Thomas Anderson, amerikansk filmregissör.
  - Eamonn Walker, brittisk skådespelare.
- 4 januari – Maria Kuhlberg, svensk skådespelare.
- 29 januari – Heather Graham, amerikansk skådespelare.
- 3 februari – Warwick Davis, brittisk skådespelare.
- 12 mars – Anna Björk, svensk skådespelare.
- 17 mars – Mikael Marcimain, svensk manusförfattare och regissör.
- 18 mars – Queen Latifah, amerikansk skådespelare och rappare.
- 17 april – Catherine Sénart, kanadensisk skådespelare.
- 19 april – Lo Kauppi, svensk skådespelare.
- 25 april
  - Jason Lee, amerikansk skådespelare.
  - Jason Wiles, amerikansk skådespelare.
- 29 april – Uma Thurman, amerikansk skådespelare.
- 8 maj – Mattias Silvell, svensk skådespelare.
- 11 maj – Nicky Katt, amerikansk skådespelare.
- 17 maj – Angelica Agurbash, vitrysk-rysk sångerska, skådespelare och fotomodell.
- 25 maj – Maibritt Saerens, dansk skådespelare.
- 27 maj – Joseph Fiennes, brittisk skådespelare.
- 28 maj – Glenn Quinn, irländsk skådespelare.
- 4 juni – Izabella Scorupco, svensk skådespelare, fotomodell och sångare.
- 15 juni – Lina Pleijel, svensk skådespelare.
- 26 juni – Chris O'Donnell, amerikansk skådespelare.
- 15 juli – Roel Reiné, nederländsk regissör
- 30 juli – Christopher Nolan, brittisk filmregissör, manusförfattare och producent.
- 7 augusti – Michael DeLuise, amerikansk skådespelare.
- 14 augusti – Cecilia Frode, svensk skådespelare.
- 16 augusti – Manisha Koirala, nepalesisk filmskådespelare.
- 20 augusti – Fredrik Hiller, svensk skådespelare.
- 23 augusti – River Phoenix, amerikansk skådespelare.
- 26 augusti – M. Night Shyamalan, indisk skådespelare, regissör och manusförfattare.
- 12 september – Nathan Larson, svensk-amerikansk kompositör och multiinstrumentalist.
- 18 september – Aisha Tyler, amerikansk skådespelare och ståuppkomiker.
- 8 oktober – Matt Damon, amerikansk skådespelare.
- 19 oktober – Chris Kattan, amerikansk skådespelare.
- 6 november
  - Ethan Hawke, amerikansk skådespelare.
  - Jonna Liljendahl, svensk skådespelare.
- 18 november – Martin Forsström, svensk skådespelare, regissör och manusförfattare.
- 23 november – Oded Fehr, israelisk skådespelare.
- 12 december
  - Mädchen Amick, amerikansk skådespelare.
  - Jennifer Connelly, amerikansk skådespelare och fotomodell.
- 16 december – Daniel Cosgrove, amerikansk skådespelare.
- 20 december – Nicole de Boer, kanadensisk skådespelare.

## Avlidna
- 3 januari – Carl Ericson, 84, svensk skådespelare.
- 15 januari – Eric von Gegerfelt, 73, svensk skådespelare.
- 25 februari – Märta Arbin, 68, svensk skådespelare.
- 1 mars – Sven Nilsson, 71, svensk skådespelare och operasångare (bas).
- 11 mars – Gustaf Malmgren, 81, svensk skådespelare.
- 9 april – Gustaf Tenggren, 73, svensk illustratör och animatör.
- 29 april – Tora Teje, 77, svensk skådespelare.
- 14 maj – Billie Burke, 85, amerikansk skådespelare och scenstjärna.
- 16 maj – Uno Henning, 74, svensk skådespelare.
- 2 juni
  - Stellan Claësson, 84, svensk filmproducent.
  - Albert Lamorisse, 48, fransk filmregissör.
- 9 juli – Sigrid Holmquist, 71, svensk skådespelare.
- 13 juli – Roger Edens, 64, amerikansk kompositör, filmproducent, manusförfattare och skådespelare.
- 28 juli – Sture Lindeström, 81, svensk inspicient.
- 1 augusti – Frances Farmer, 56, amerikansk skådespelare.
- 20 september – Axel Högel, 86, svensk skådespelare.
- 12 oktober – Rune Carlsten, 80, svensk regissör, manusförfattare och skådespelare.
- 3 november – Fleming Lynge, 74, dansk författare och manusförfattare.
- 15 november – Ragnar Hyltén-Cavallius, 84, svensk manusförfattare, regissör och skådespelare.
- 14 december – Håkan Jahnberg, 67, svensk skådespelare.

### Fotnoter
1. 1 2  ”Astrid Lindgren”. http://www.astridlindgren.se/verken/filmerna/filmlista. Läst 21 mars 2011.